# Друшковець
Друшковець (хорв. Druškovec) — населений пункт у Хорватії, у Вараждинській жупанії у складі громади Марушевець.

## Населення
Населення за даними перепису 2011 року становило 362 осіб.
Динаміка чисельності населення поселення:

## Клімат
Середня річна температура становить 9,96 °C, середня максимальна – 24,16 °C, а середня мінімальна – -6,53 °C. Середня річна кількість опадів – 955 мм.
| Клімат поселення                              | Клімат поселення | Клімат поселення | Клімат поселення | Клімат поселення | Клімат поселення | Клімат поселення | Клімат поселення | Клімат поселення | Клімат поселення | Клімат поселення | Клімат поселення | Клімат поселення | Клімат поселення |
| Показник                                      | Січ.             | Лют.             | Бер.             | Квіт.            | Трав.            | Черв.            | Лип.             | Серп.            | Вер.             | Жовт.            | Лист.            | Груд.            |                  |
| Середній максимум, °C                         | 5,75             | 7,61             | 11,93            | 16,18            | 21,10            | 24,16            | 23,45            | 22,88            | 18,92            | 13,86            | 8,30             | 4,28             |                  |
| Середня температура, °C                       | −0,4             | 1,48             | 5,79             | 10,05            | 14,96            | 18,04            | 19,76            | 19,19            | 15,22            | 10,17            | 4,61             | 0,60             |                  |
| Середній мінімум, °C                          | −6,53            | −4,66            | −0,34            | 3,91             | 8,83             | 11,90            | 16,08            | 15,50            | 11,53            | 6,48             | 0,92             | −3,09            |                  |
| Норма опадів, мм                              | 45               | 49               | 65               | 73               | 81               | 111              | 98               | 97               | 90               | 91               | 89               | 66               |                  |
| Середньомісячна швидкість вітру, м/с          | 1.80             | 2.06             | 2.40             | 2.40             | 2.30             | 2.00             | 2.00             | 1.80             | 1.80             | 1.80             | 1.90             | 1.90             |                  |
| Середньомісячна сонячна радіація, кДж/м²·день | 4091             | 6793             | 10530            | 14888            | 18914            | 20740            | 21375            | 18599            | 13759            | 8613             | 4542             | 3256             |                  |
| --------------------------------------------- | ---------------- | ---------------- | ---------------- | ---------------- | ---------------- | ---------------- | ---------------- | ---------------- | ---------------- | ---------------- | ---------------- | ---------------- | ---------------- |
| Джерело:                                      |                  |                  |                  |                  |                  |                  |                  |                  |                  |                  |                  |                  |                  |